# Walter Susskind

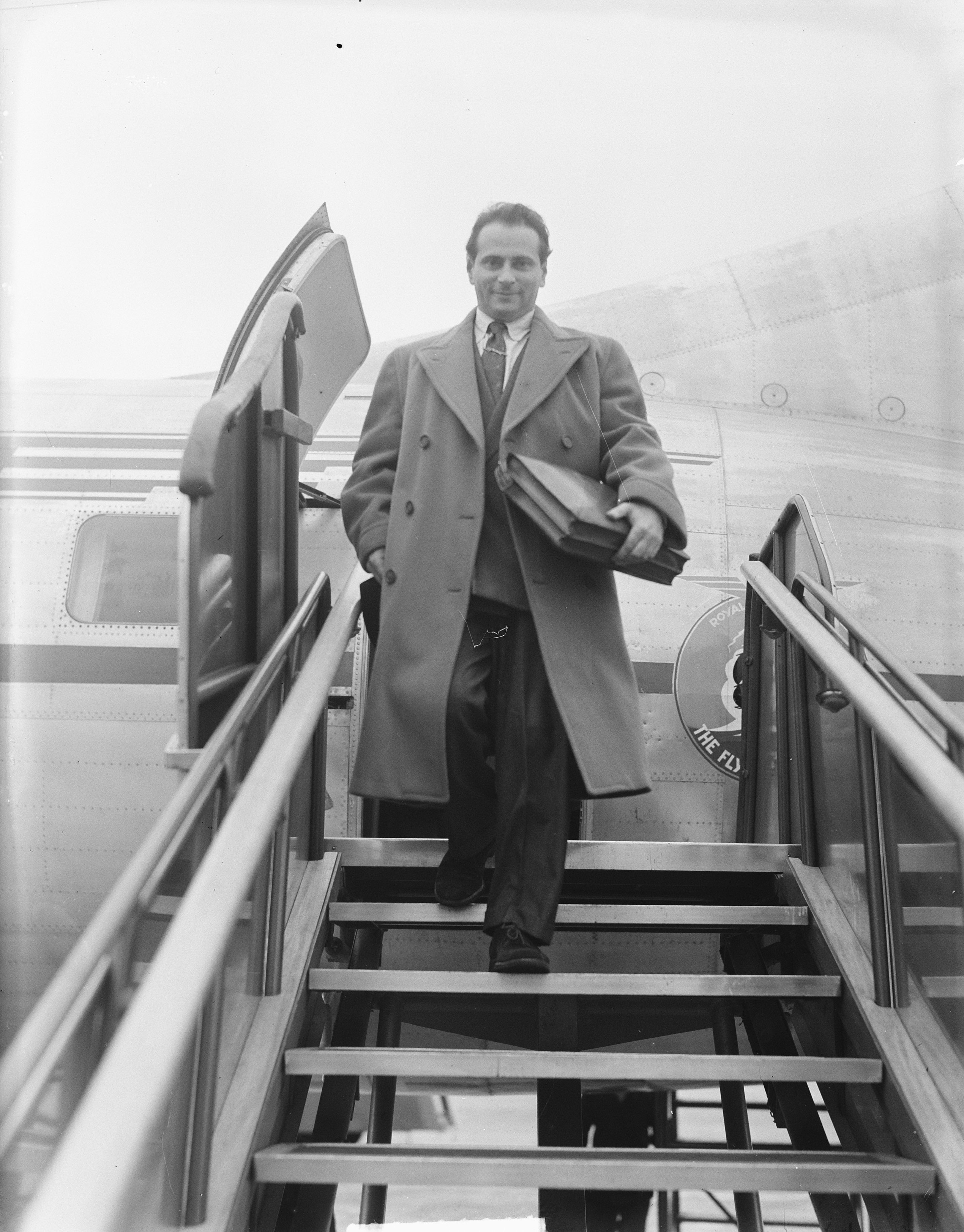
Walter Susskind (1950)

Walter Susskind (geb. als Jan Susskind; * 1. Mai 1913 in Prag; † 25. März 1980 in Berkeley, Kalifornien) war ein britischer Dirigent tschechischer Herkunft.

## Werdegang
Susskind studierte am Prager Konservatorium Klavier bei Karel Hoffmeister und Komposition bei Josef Suk und Alois Hába, außerdem Dirigieren bei George Szell. Nach dem Abschluss wurde er Szells Assistent an der Deutschen Oper in Prag. Daneben war er ab 1933 Pianist des Czech Trio.
1938 floh er vor der deutschen Okkupation der Tschechoslowakei nach London; 1946 erhielt er die britische Staatsbürgerschaft. Bis 1942 gehörte er hier weiterhin dem Czech Trio an. Er leitete von 1943 bis 1945 die Carl Rosa Opera Company in London, von 1946 bis 1953 das Royal Scottish National Orchestra in Glasgow und von 1953 bis 1955 das Victoria Symphony Orchestra in Melbourne. Mit dem Philharmonia Orchestra nahm er die Violinkonzerte Sibelius’ (1945, mit Ginette Neveu), Tschaikowskis und William Waltons (1950, mit Jascha Heifetz) auf.
1956 wurde Susskind musikalischer Direktor des Toronto Symphony Orchestra, das er bis 1965 leitete. Daneben war von 1962 bis 1968 musikalischer Leiter des Aspen Music Festival. 1968 wurde er Dirigent des Saint Louis Symphony Orchestra, dass sich unter seiner Leitung bis 1975 zu einem der führenden Sinfonieorchester der USA entwickelte. Außerdem leitete er von 1969 bis 1975 das Mississippi River Festival in Edwardsville, Illinois.
Von 1978 bis zu seinem Tod war Susskind Erster Gastdirigent des Cincinnati Symphony Orchestra. Er arbeitete außerdem als Gastdirigent mit bedeutenden Orchestern in Europa und Nordamerika zusammen und unterrichtete von 1968 bis 1975 an der University of Southern Illinois und war Mentor junger Dirigenten, darunter Leonard Slatkin und Gerhardt Zimmermann. Seine Diskografie als Dirigent umfasst mehr als 50 Alben mit Musikern wie Arthur Rubenstein, Glenn Gould, Dennis Brain, Pierre Fournier, Joan Hammond, Elisabeth Schwarzkopf, Kirsten Flagstad, Lili Kraus, Szymon Goldberg, Yehudi Menuhin, Artur Schnabel, Leonard Pennario, Shura Cherkassky, Ginette Neveu, Tito Gobbi und Victoria de los Ángeles.